# Selenicereus megalanthus
Selenicereus megalanthus is een plant uit de cactusfamilie. De plant is bekend vanwege de vrucht, die gele pitaja wordt genoemd.
Het is een terrestrische of epifytische, kruipende, klimmende of hangende, rijkvertakte cactus met tot 6 m lange, dunne, succulente, hoekige, sterk bedoornde, groene scheuten, die zich met luchtwortels aan de ondergrond hechten.
Aan afhangende, groene, afgeronde bloemscheuten vormen zich de solitaire, 's nachts slechts enkele uren bloeiende, tot 20 cm brede bloemen. De vele, tot 11 cm lange, ovale, afgeronde, uitgespreide, witte kroonbladeren staan in twee kransen. Uit het midden van de bloem steken de vele, gele meeldraden. De bloemen worden in hun natuurlijke verspreidingsgebied 's nachts bestoven door vleermuizen.
De vruchten zijn tot 10 cm grote, ovale of ronde, van groen naar geel rijpende bessen, die doorns dragen op schubben. Vanwege deze doorns moeten de vruchten worden geplukt met speciale handschoenen, waarna de dorens worden afgesneden. De stevige schil is circa 1 cm dik en omsluit een grote vruchtholte, die is gevuld met glazig witte, zeer sappige, zoet aromatisch smakende pulp. In de pulp liggen vele, tot 3 mm grote, zwarte zaden, die met de pulp kunnen worden opgegeten. De smaak van de pulp doet aan kiwi's denken en wordt als smaakvoller beschouwd dan die van de vruchten van Hylocereus undatus en Hylocereus polyrhizus.
Selenicereus megalanthus komt van nature voor in Bolivia, Colombia, Ecuador en Peru. Colombia is de grootste producent van de gele pitaja.